# Beşiktaş Jimnastik Kulübü (pallamano)
Il Beşiktaş Jimnastik Kulübü è la sezione di pallamano maschile della famosa polisportiva turca, con sede a Istanbul.
La sezione è stata fondata nel 1978.

## Palmarès

### Trofei nazionali
- Campione di Turchia: 15
  - 1981, 1982, 2005, 2007, 2009, 2010, 2011, 2012, 2013, 2014, 2015, 2016, 2017, 2018, 2019, 2022
- Coppa di Turchia: 14
  - 1999, 2001, 2005, 2006, 2009, 2010, 2011, 2012, 2014, 2015, 2016,2017, 2018, 2019
- Supercoppa turca: 8
  - 2010, 2012, 2014, 2015, 2016, 2017, 2018, 2019